# 三国山 (群馬県)
三国山（みくにやま）は、群馬県利根郡みなかみ町と新潟県南魚沼郡湯沢町の間にある山。標高1,636m。この最高点は、県境からわずかの距離にある群馬県内にある。谷川岳や平標山などがある上越国境稜線から少しそれた場所にある。

## 登山
新潟県湯沢町の越後湯沢駅から、群馬県みなかみ町の水上駅からそれぞれ三国峠の方へ行くバスがある。そこから平標山方面へ歩き、1時間程度で行くことができる。また、三国峠の麓は、新潟県側は苗場スキー場付近に、群馬県側は法師温泉や猿ヶ京温泉など宿泊施設も多い。谷川連峰縦走の南の起点である。

## 近隣の山
- 仙ノ倉山
- 平標山
- 白砂山